# Ludwig Adolph von Zech
Ludwig Adolph Zech, seit 1716 von Zech, seit 1722 Reichsfreiherr von Zech (* 28. Juli 1683; † 2. Mai 1760) war ein deutscher Politiker im Dienste des Kurfürsten von Sachsen. Er war Erbherr von Bündorf, königlich-polnischer und kurfürstlich-sächsischer wirklicher Geheimer Rat, Dompropst von Merseburg und zeitweilig Gesandter in Wien.
Er war der Sohn des Ministers Bernhard von Zech und der jüngere Bruder des Hof- und Justizrats Bernhard von Zech. Er wurde gleichzeitig mit diesen 1716 vom Kaiser in den Adelsstand erhoben.
Ludwig Adolph von Zech studierte in Leipzig und wurde danach Hofrat und Domherr in Merseburg, danach Geheimer Rat. Kaiser Karl VI. erhob ihn 1722 in Wien in den Reichsfreiherrenstand, danach wurde er auch wirklicher Geheimer Rat.
Er war zeitweilig obervormundschaftlicher Rat des Herzogs von Sachsen-Merseburg. An dessen Stelle empfing er 1708 die kaiserliche Belehnung. Später wirkte er als sächsischer Hof-, Justiz-, Kammergerichts- und Grenzrat.
Nach seinem Tod wurde im südlichen Seitenschiff des Merseburger Doms ein Epitaph mit dem Bild des „Edlen Panners und Freyherrn Ludwig Adolph von Zech“ installiert.

## Familie
Er war mehrfach verheiratet. Seine erste Frau wurde im Mai 1706 Johanna Charitas Winkler, eine Tochter des Ratsherren Christoph Georg Winckler († 15. September 1709).
Seine zweite Frau wurde am 14. Januar 1709 Christina Florentina Kregel von Sternbach.
Seine dritte Frau wurde Christina von Stangen († 23. April 1761) verwitwete von Pflug.
Sein ältester Sohn Ludwig Adolph von Zech (* 22. April 1713; † 5. August 1743) war mit Christiane Magdalena von Burkersrode (* 23. November 1720) verheiratet. Sein jüngster Sohn Ludwig Bernhard von Zech wurde fürstliche Weißenfelsischer geheimer Rat und Consistorial-Direktor.